# Чишмиджиу (озеро)
Чишмиджиу (рум. Cișmigiu) — искусственное озеро, расположенное в одноимённом парке в центре Бухареста. Имеет вытянутую форму: при ширине около 50 м в длину достигает 1,3 км; глубина озера не превышает 2 м.
В тёплое время года на берегу озера работает прокат лодок и катамаранов. Зимой оно покрывается льдом и превращается в огромный ледяной каток с прокатом коньков. Каток считается одним из крупнейших в Бухаресте, его площадь составляет 30 тыс. кв. м. Как правило, он открывается в ноябре и работает до марта.